# Gonçalo da Silveira
Gonçalo da Silveira (Almeirim, 23 febbraio 1526 – Mozambico, 15 marzo 1561) è stato un gesuita portoghese.

## Biografia
Di nobile famiglia, perse giovanissimo i genitori e la sua educazione venne affidata ai francescani; studiò poi a Coimbra, dove entrò nella Compagnia di Gesù (1543). Nel 1555 Ignazio di Loyola lo scelse come preposito provinciale dell'ordine in India.
Nel febbraio 1560 lasciò Goa insieme a due confratelli e si stabilì in Mozambico, dove il capo della tribù dei MaKaranga, Gamba, aveva chiesto missionari cristiani: la sua missione fu un successo e riuscì a convertire Gamba insieme ai suoi 450 sudditi; i gesuiti si spinsero poi verso la capitale dell'impero di Monomotapa, riuscirono a convertire il capo e i suoi circa 300 sudditi.
I musulmani, però, convinsero il superstizioso sovrano di Monomotapa che i gesuiti avessero influenze negative e lo spinsero a strangolare il loro capo, mettendo fine alla missione gesuita nella regione.
Gonçalo da Silveira è ritenuto il protomartire cristiano dell'Africa meridionale.